# Selenopidae
Selenopidae é uma família de aranhas araneomorfas, a única família que integra a superfamília monotípica Selenopoidea.

## Descrição
São conhecidas como aranhas-caranguejo devido às suas pernas laterígradas (o seja, orientadas para a frente) de que resulta moverem-se de maneira parecida com os caranguejos.
A família é primariamente tropical, repartida pelas África, Austrália, América do Sul e Central, o Mediterrâneo e algumas regiões da Ásia. O género Anyphops tem distribuição natural limitada à África Subsariana e o Hovops está confinado a Madagáscar.

## Taxonomia
A família Selenopidae inclui 4 géneros e 189 espécies. Os géneros com maior diversidade são Selenops, com 116 espécies, e Anyhops, com 64 espécies. São os seguintes os géneros incluídos na família:
- Anyphops Benoit, 1968 (África, Madagáscar)
- Garcorops Corronca, 2003 (Madagáscar, Comores)
- Hovops Benoit, 1968 (Madagascar, Reunião)
- Selenops Latreille, 1819 (América, Ásia, África, Mediterrâneo)